# Alan Sutton y las criaturitas de la ansiedad
Alan Sutton y las criaturitas de la ansiedad es un grupo de música indie rock argentino. Fue fundado en 2017 por Alan Sutton y Jerónimo Romero. La banda combina elementos del rock alternativo, el pop y la canción de autor, y es conocida por sus letras introspectivas y por una puesta escénica que combina lo teatral con lo musical.

## Historia
Alan Sutton comenzó a componer canciones en 2014, y en 2017 fundó la banda junto a Jerónimo Romero, productor musical y guitarrista. En 2018 publicaron su primer disco homónimo, grabado en Del Torito Records. Este álbum estableció su estilo lírico reflexivo y musicalmente variado.
En 2020 lanzaron su segundo trabajo, Hombrecito con los Pies en la Tierra, una obra conceptual en tres partes, publicada en pleno contexto de pandemia. Durante 2021, canciones como «No tengo hambre, tengo ansiedad» ganaron popularidad en redes sociales como TikTok y Spotify, lo que amplió su público a nivel internacional.
En 2023 apareció su tercer disco, Algo tiene que cambiar, compuesto por 14 canciones que exploran la transformación personal y colectiva. El álbum fue acompañado por una extensa gira por Argentina y otros países de Latinoamérica como Chile, Uruguay y México.
En abril de 2025 lanzaron su cuarto álbum, Berrinche, grabado en una cabaña en El Calafate en solo 13 días. Las canciones abordan emociones como la amistad, el miedo o el duelo, manteniendo el tono lírico característico del grupo.
En agosto de 2024 realizaron un concierto con entradas agotadas en el Estadio Obras Sanitarias, y para agosto de 2025 anunciaron una presentación en el Teatro Gran Rex de Buenos Aires.

## Estilo musical
El estilo del grupo ha sido definido como difícil de encasillar, con influencias del rock alternativo, pop rock y canción de autor. Las letras juegan un rol central y suelen tratar temas como la ansiedad, la identidad, el amor y la vida cotidiana, a menudo con toques de humor e ironía.

## Integrantes
- Alan Sutton: voz y guitarra.
- Jerónimo Romero: guitarra eléctrica y coros.
- Lautaro Rodríguez Álvarez: teclado y coros.
- Tomás Caso: bajo eléctrico.
- Agustín Ruiz Panelo: percusión.
- Ignacio Bennatti: batería.

## Discografía

### Álbumes de estudio
- Alan Sutton y las criaturitas de la ansiedad (2018).[3]
- Hombrecito Con los Pies en la Tierra (2020).[3]
- Algo Tiene Que Cambiar (2023).[10]
- Berrinche (2025).[17][13]

### EP
- Hombrecito (2020)
- Con los Pies (2020)
- En la Tierra (2020)
- Tomate 5 (2021)

## Recepción
La banda ha sido destacada por medios argentinos como La Nación, Ciudad Magazine y otros, que han subrayado su crecimiento constante y el vínculo generado con su público a través de redes sociales y letras que conectan con las emociones contemporáneas.